# Wandelroute E4

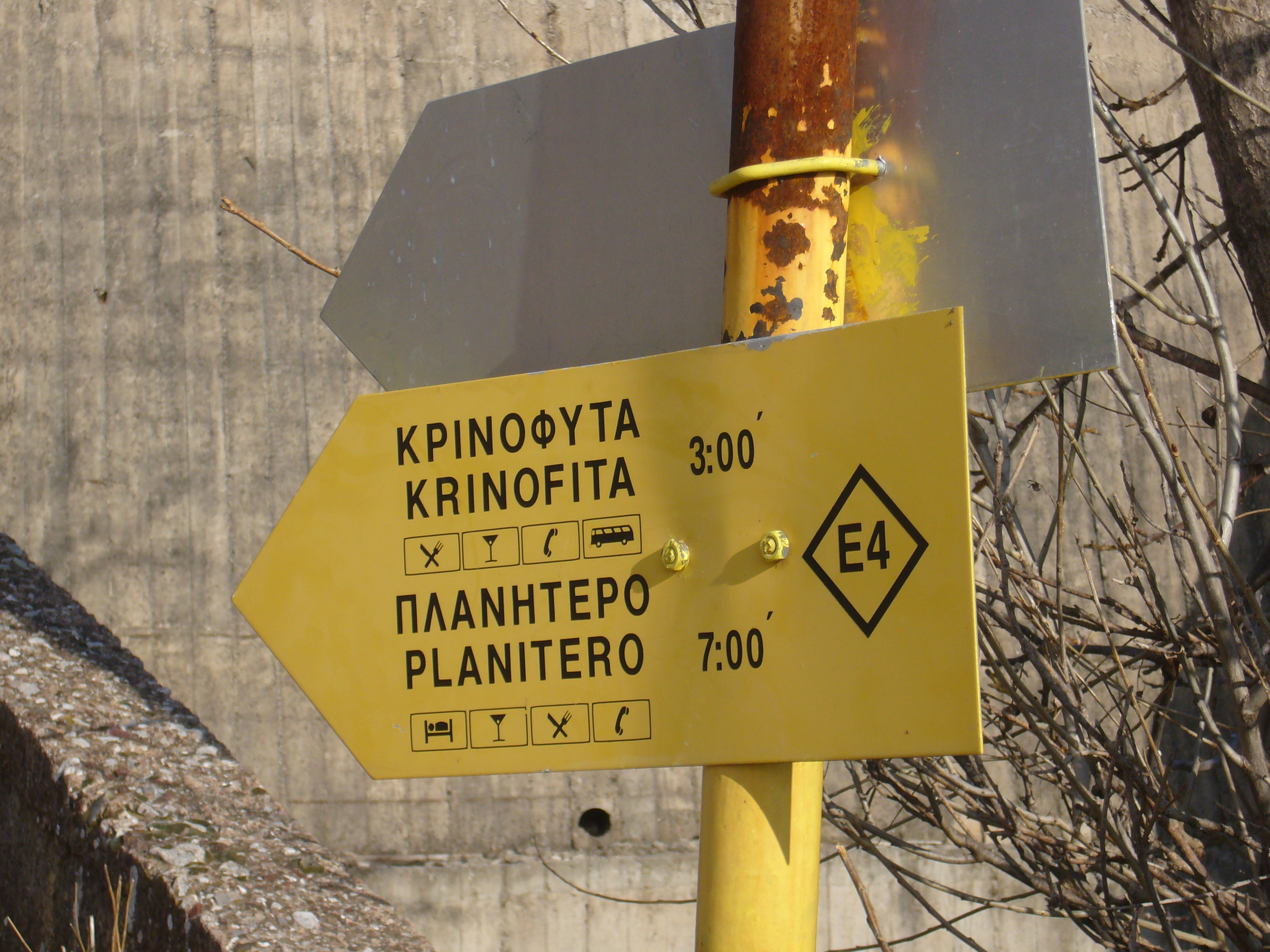
De E4 in Griekenland

De Europese wandelroute E4 loopt van Spanje naar het Griekse deel van het eiland Cyprus.
De E4 is opgebouwd uit diverse langeafstandsroutes op nationaal en regionaal niveau. De route is voor een deel in aanleg. Het routedeel door Roemenië en een deel van Bulgarije is nog in ontwikkeling. Als de E4 voltooid is, dan voert deze vanaf Gibraltar door de landen Spanje, Frankrijk, Zwitserland, Duitsland, Oostenrijk, Hongarije, Roemenië, Bulgarije en Griekenland (inclusief Kreta) en Cyprus.
De E4 komt niet door Nederland en België. Het dichtst in de buurt is de route door Zwitserland, waar de route in de buurt van Genève kruist met de populaire wandelroute E2, die wel door België en Nederland loopt.
De Europese wandelroutes worden uitgezet en beheerd door de Europese Wandelvereniging, waar vanuit Nederland de Stichting Lange Afstand Wandelpaden is vertegenwoordigd.

## Spanje (2750 km)
- In Andalusia vanaf Tarifa de GR 7.
- In Murcia de GR 7 tot Morella.
- In Cataluña de GR 8 tot Ulldecona, de GR 92 tot Tarragona, de GR 172 tot Montserrat en ten slotte de GR 4 tot de Franse grens in de Pyreneeën.

## Frankrijk (1100 km)[2]
- Van de grens naar Carcassonne (stad)
  - GR36, van Bourg-Madame naar Gorges de Galamus (bij St-Paul-de-Fenouillet)[3](? km)
  - GR36, van Gorges de Galamus naar Carcassonne[3](? km)
- Door de Langeudoc en Cévennes
  - GR36, van Carcasonne naar Montagne Noire[3](? km)
  - GR36-7, van Montagne Noire naar le Rialet[4](? km)
  - GR71, le Rialet naar Lodève[4] (samen met de 2 delen hiervoor 228 km)
  - GR71, Lodève naar l'Espérou[5](? km)
  - GR7, van l'Espérou naar Pont du Tarn (? km)
  - GR72, van Pont du Tarn naar Villefort[6](? km)
  - Dalen van de Ardèche en Rhône via:
  - GR44, deel Villefort - Les Vans[7](23 km)
  - GR4, deel Les Vans - Saint Martin-d'Ardèche[7](55,5 km)
  - GR42, Saint Martin-d'Ardèche - Viviers (? km)
- Door de Vercors (215 km):
  - GR429, Viviers - les Fonds (dal van de Lez, vlak bij Dieulefit)? (? km)
  - GR9, van Les Fonds naar Grenoble (? km)

De Vercors is een erg waterarm gebied; men kan er dagen lopen zonder een bron te zien. Actuele informatie over bronnen en hun locatie (met coördinaten tot op de meter nauwkeurig) staan op een website.
- En het laatste stuk naar de grens met Zwitserland:
  - GR9, van Grenoble naar Culoz[9][10](? km)
  - ... n.t.b. ...

## Zwitserland (500 km)
- Chemin des Crêtes du Jura = Jurahöhenweg tot Brügg.
- van Brügg naar Stein am Rhein.
- Rheinuferweg van Stein am Rhein naar Rheineck bij Bregenz.

## Oostenrijk (en Duitsland) (1500 km)
- twee varianten vanaf Bregenz (Vorarlberg):
  - Nordalpenweg (in Tirol deels ook Adlerweg) naar de Neusiedlersee;
  - Maximiliansweg en Voralpenweg via Salzburg en Wenen naar de Neusiedlersee;
- delen van de Ostösterreichischer Grenzlandweg en een verbinding naar Kőszeg.

## Hongarije (1300 km)
- Wandelroute Országos Kéktúra tot Hollóháza.
- Wandelroute Alföldi Kéktúra tot Artánd op de Roemeense grens.

## Bulgarije (250 km)
- bergroutes van Sofia door de Rila- en Pirin-gebergten naar Petrovo op de Griekse grens.

## Griekenland (2000 km)
- via de steden Florina en Edessa, de berg Olympos, de kloosters van Kalambaka, het Pindus-gebergte, de berg Parnassos, Delphi, Tripoli en Sparta naar Kastellion in het zuiden van de Peloponnesos;
- dwars over Kreta in twee varianten.
- Het deel over de Peloponnesos is beschreven door[11]

## Cyprus (640 km)
- van Pafos in krakelingvorm naar Larnaka.